# Mehmet Aurélio
Marco Aurélio, teljes nevén Marco Aurélio Brito dos Prazeres, ismertebb nevén Mehmet Aurélio (Rio de Janeiro, 1977. december 15. –) brazil-török labdarúgó, a Real Betis játékosa.
2001-ig hazájában, Brazíliában játszott, majd Törökországba költözött, és először a Trabzonspor színeiben lépett pályára, majd három év után átszerződött a Fenerbahçéhoz. 2006-ban török állampolgár lett, majd felvette a Mehmet keresztnevet.
A nemzeti válogatottban először 2006. augusztus 16-án játszott, a Luxemburg elleni barátságos mérkőzésen, és ezzel az első külföldi származású, török színekben játszó labdarúgó lett.
2007 április 26-án, azután, hogy csapata elvesztette a Beşiktaş elleni mérkőzést, Aurélio rátámadt Ricardinhóra a parkolóban, miután Ricardinho állítólagosan rákáromkodott. Az eset következményeképp Aurélio két meccsre szóló eltiltást kapott.
Első válogatott gólját a Magyarország elleni 2007. szeptember 12-i meccsen rúgta.
2008 nyarán a Fenerbahçetól a spanyol Real Betishez igazolt, ám a csapat idénye igen gyengére sikeredett, hiszen mindössze a 16. helyen végeztek, amivel elvesztették tagságukat a Primera Divisiónban. A rossz idényt csak fokozta, hogy Mehmet Aurélio térdsérülést szenvedett, s visszatérését 2009. szeptember közepére jósolják.

## Külső hivatkozások
- Adatlap: fenerbahce.org
- Adatlap: TFF.org